# Византийско-български договор (815)
Византийско-българският договор от 815 г. е 30-годишен мирен договор, подписан в Константинопол между българския хан Омуртаг и византийския император Лъв V Арменец.

## Предистория
С възкачването на хан Крум на българския престол през 803 г. започва последната и решителна част от продължителната поредица от византийско-български конфликти, започнали през 756 г. За малко повече от десетилетие до смъртта си през 814 г. Крум постига значителни успехи над Византийската империя, като превзема важния град Сердика през 809 г. и побеждава решително византийските войски при Върбишкия проход и при Версиникия. Неговият син и наследник Омуртаг се опитва да продължи агресивната му политика, но походът му през 814 г. е спрян от византийците. Тъй като и двете страни са изтощени от продължителните военни усилия, започват мирни преговори.

## Подписване на договора
В началото на 815 г. Омуртаг изпраща емисари в Константинопол за преговори за мир. Церемонията по подписването е тържествено събитие и се провежда в присъствието на много хора. Споразумението предвижда византийският император да се обрече според българските езически обичаи, а пратениците на Омуртаг – според християнските закони. Византийските историци са възмутени от действията на императора. В тях е записано:  „При това беше възможно да се види ромейският император да извършва с ръце възлияние с вода от чаша върху земята, саморъчно да обръща конски седла, да хваща тройносплетени ремъци, да подига нагоре трева и чрез всичко това да навлича върху себе си проклятие“.Друг историк добавя, че Лъв V дори е трябвало да нареже кучета като свидетели на обета му.

## Условия
| Сюлейманкьойски надпис, Национален археологически институт с музей, София. |
| Сюлейманкьойски надпис, Национален археологически институт с музей, София. |

Византийските записи за условията на договора не са запазени, но първите два от четирите члена на договора са оцелели на Сюлейманкьойския надпис на гръцки език:
- 1-ви член, определящ границата между България и Византия. Започва от Дебелт край брега на Черно море и преминава по стария ров Еркесия до горното течение на река Чобан Азмак, приток на Тунджа. Оттам стига до река Марица на север от Харманли, близо до античния град Констанция и продължава на запад до съвременното село Узунджово.[6] След това границата продължава до неидентифицирана планина, най-вероятно едно от билата на Източните Родопи. Според надписа границата е ратифицирана към тази планина. Обяснението на историците е, че районът на Филипополис (Пловдив) е трябвало да премине към България след няколко години, докато византийските гарнизони постепенно се изтеглят от района; дотогава границата е следвала старата граница до Средна гора.[7] Българите запазват някои крепости около Адрианопол като гаранция за отстъпването на Филипополис, които са върнати на Византийската империя, след като хан Маламир (831–836) завладява града.[8] С този член официално се признава разширението на българските граници на юг,[4] въпреки че българите трябва да върнат някои от окупираните градове, особено Адрианопол.
- 2-ри член, относно размяната на военнопленници между двете страни. Българите се съгласяват да освободят византийците, пленени по време на катастрофалния поход на император Никифор I през 811 г., както и населението, пленено при по-късните набези на Крум. Византийците трябва да освободят пленените от Лъв V славяни, както и онези, които населяват граничните райони на Византийската империя около Странджа и Родопите, въпреки че някои от тях никога не са били поданици на българските ханове. След това членът продължава с подробности за процеса на обмен. Трябва да се отбележи, че византийците не само трябва да се съгласят да разменят човек за човек, но и да дадат две глави добитък за всеки освободен византийски войник, при условие че техните войници се върнат в домовете си. По този начин българите осигуряват намаляване на византийските гранични гарнизони.[9]

## Последици
Въпреки че договорът е в полза на България, той е добре дошъл отдих за византийците, които трябва да прегрупират силите си след последователни поражения и които са изправени пред нов кръг от вътрешни сътресения поради възраждането на иконоборството. България от своя страна също е изправена пред религиозни проблеми, тъй като нарастващият брой на християните безпокои Омуртаг: ханът започва антихристиянски гонения, на които става жертва и най-големият му син Енравота. Българите също трябва да възстановят икономиката си след кръвопролитните конфликти през първото десетилетие на века, докато столицата им Плиска все още лежи в руини.
Мирният договор е препотвърден през 820 г., когато император Михаил II завзема византийския трон. Омуртаг и Михаил II допълнително се договорят да си оказват помощ в случай на опасност. Верен на думата си, през 823 г. Омуртаг снема обсадата на Константинопол от въстаника Тома Славянина и разбива армията му.